# Henrik Reuterdahl

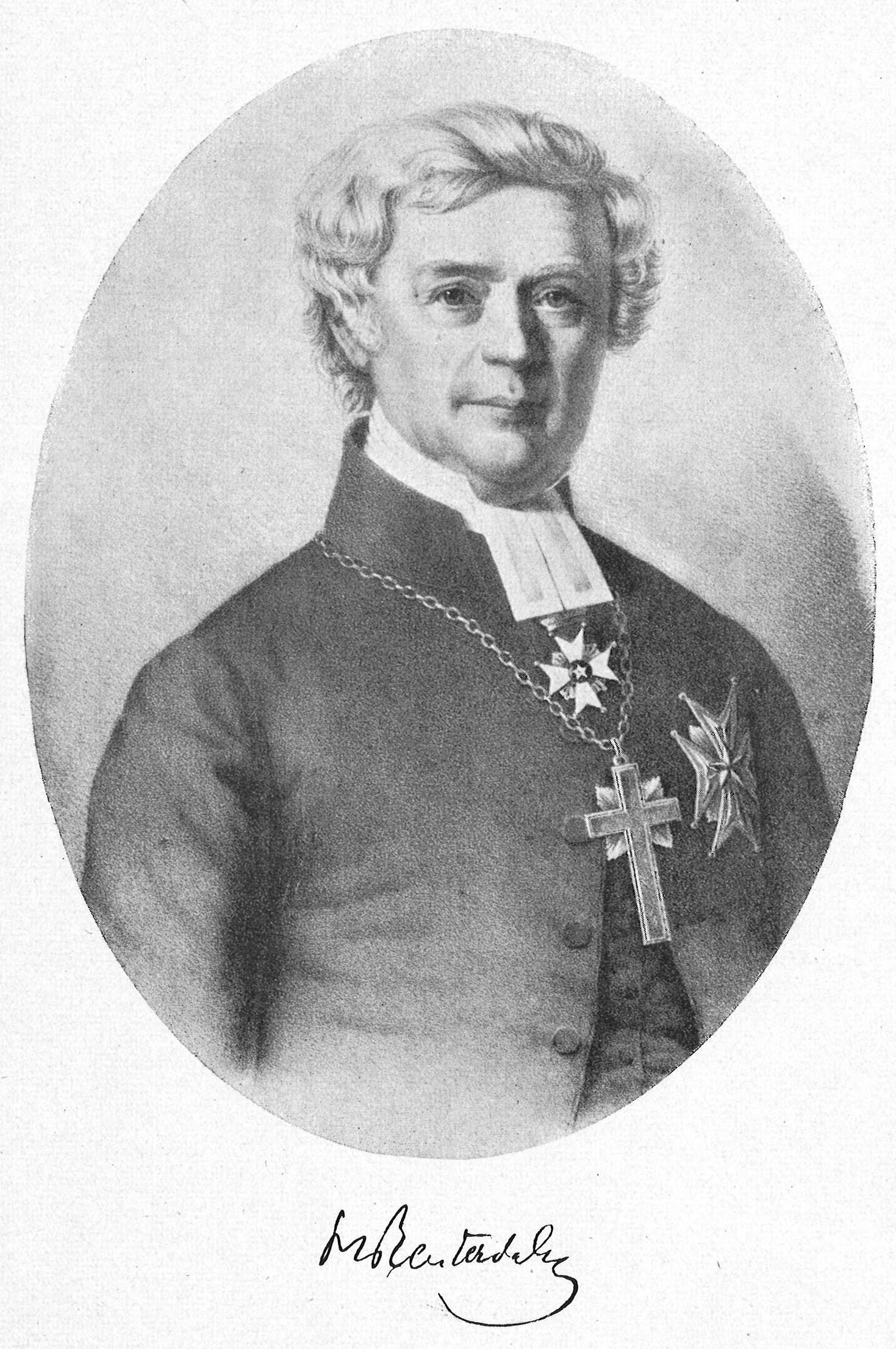
Henrik Reuterdahl

Henrik Reuterdahl (* 10. September 1795 in Malmö; † 28. Juni 1870 in Uppsala) war ein schwedischer Kirchenhistoriker, lutherischer Bischof von Lund und Erzbischof von Uppsala.

## Leben
Nach dem Studium an der Universität Lund promovierte Reuterdahl 1817 zum Doktor der Philosophie und wurde anschließend zum Dozenten am theologischen Seminar der Universität Lund berufen. 1824 wurde er außerordentlicher Adjunkt der theologischen Fakultät, 1826 Präfekt des Seminars und Pfarrer und 1827 Mitglied des Domkapitels. Im Jahr 1830 wurde er zum Dr. theol. promoviert. Von 1833 bis 1850 arbeitete er als Bibliothekar an der Universitätsbibliothek Lund und hatte daneben ab 1841 eine Professur für Dogmatik inne. Mit Johan Henrik Thomander gab er von 1828 bis 1832 und 1836 bis 1840 die Theologisk Quartalskrift heraus, in dessen erster Ausgabe er ein Bekenntnis zu Friedrich Schleiermacher ablegte. Besonders in seiner Inledning till Teologien (Einleitung in die Theologie; Lund 1837) bemerkt man das Vorbild von Schleiermachers Kurzer Darstellung des theologischen Studiums. Großen Einfluss auf ihn hatte ferner Erik Gustaf Geijer.
1845 wechselte Reuterdahl auf den Lehrstuhl für Kirchengeschichte (verbunden mit dem Amt des Dompropstes) und widmete sich seinem (schon zuvor begonnenen) Hauptwerk, der Svenska kyrkans historia (Kirchengeschichte Schwedens; Bd. 1 unter dem Titel Die Einleitung und das Leben des Ansgarius 1837 auf Deutsch erschienen). Bis 1865 erschienen fünf Bände, die die Geschichte bis ins 16. Jahrhundert darstellen. Das Werk gilt als Beginn der modernen Kirchengeschichtsforschung in Schweden. Den von Magnus von Celse herausgegebenen Apparatus ad historiam sueco–gothicam bereicherte er mit neuen, die Statuten der schwedischen Konzile bis zur Reformation enthaltenden Teilen. 1849/50 amtierte Reuterdahl als Rektor der Universität.
Im April 1852 wurde Reuterdahl, der schon seit 1844 Mitglied des Pfarrerstandes im Schwedischen Ständereichstag war, auf Betreiben des Kronprinzen Karl XV. von König Oskar I. zum Minister für geistliche und Unterrichtsangelegenheiten ernannt. Hier setzte er sich für eine konservative Kirchenpolitik ein, im Gegensatz zu seinem früheren Kollegen Thomander. Sein letztes Gesetz verbot die vor allem in den kirchlichen Laienbewegungen übliche Leitung des Abendmahls durch Nicht-Ordinierte.
1855 wurde Reuterdahl Bischof von Lund und 1856 Erzbischof von Uppsala; er amtierte bis zu seinem Tod als höchster Repräsentant der Schwedischen Kirche, die er in einem hochkirchlichen Sinn prägte. 1865 weihte er zusammen mit dem anglikanischen Bischof John Whitehouse eine anglikanische Kirche in Stockholm ein, was als Auftakt der später und bis heute sehr engen Beziehungen der Schwedischen Kirche zur Church of England gewertet wird.
Reuterdahl wurde 1838 in die Kungliga Vitterhets Historie och Antikvitets Akademien und 1848 in die Königlich Schwedische Akademie der Wissenschaften aufgenommen, von 1852 bis zu seinem Tod war er ferner Mitglied der Schwedischen Akademie (Stuhl 10). Er war Freimaurer und wurde 1860 zum Ritter des Königlichen Ordens Karls XIII. geschlagen.

## Schriften (Auswahl)
- Om det teologiska studium med särskilt hänseende till Sverige. 1832
- Statuta synodalia veteris ecclesiae sveogothicae Lund 1841
- Predikningar och kyrkliga tal. Hrsg. v. Ebbe Gustaf Bring. Stockholm 1873
- Bref till Henrik Reuterdahl.  Hrsg. v. Gustaf Aulén. Sthm 1915
- Ärkebiskop Henrik Reuterdahls memoarer. Hrsg. v. Lauritz Weibull. Lund 1920